# Opération Copperhead

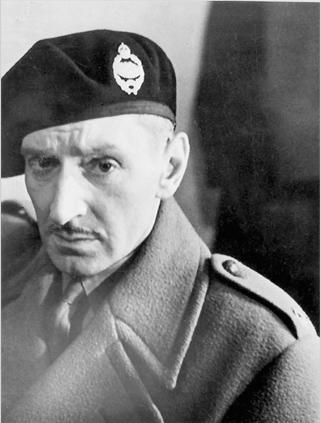
Meyrick Edward Clifton James, sosie du maréchal Bernard Montgomery.

L’opération Copperhead (« tête de cuivre », son nom d'origine fut opération Télescope) est une opération de diversion menée par les Britanniques durant la Seconde Guerre mondiale.
C'est l'une des nombreuses diversions montées par les Alliés et regroupées sous le nom de code d'opération Bodyguard pour cacher le lieu réel du débarquement Allié en Normandie.
Le colonel Dudley Clarke, spécialiste de ce genre d'opérations, contacte tout d'abord David Niven, qui travaille alors au service cinématographique des armées, pour que celui-ci, en parallèle du tournage d'un film de propagande de Carol Reed, The Way Ahead, forme un acteur dans le but de créer un sosie parfait du  Field Marshal  Bernard Montgomery. Un acteur australien, M. E. Clifton-James, est engagé pour ce rôle. Croyant d'abord participer à un vrai film, il est formé par Niven et son ordonnance, Peter Ustinov, au rôle de « Monty », qu'il joue déjà devant ses camarades — sa ressemblance physique avec le maréchal étant quasi parfaite. Niven a rencontré à de nombreuses reprises Montgomery, et ses conseils et le visionnage des images de l'armée sur le sujet aident à améliorer le jeu de Clifton-James. Celui-ci doit faire un voyage à Gibraltar et en Afrique du Nord, pour donner à penser aux Allemands que les Alliés se préparent à débarquer dans le sud de la France.  
Le 25 mai 1944, Clifton-James, entré dans son rôle, s'envole de Northolt pour Gibraltar dans l'avion privé de Winston Churchill. Lors de la réception chez le gouverneur général, des allusions sont faites à un certain « plan 303 », conçu pour envahir le sud de la France. Les services secrets allemands tombent dans le panneau et leurs agents se mettent à la recherche d'éléments sur le plan 303.
Clifton-James s'envole ensuite pour Alger où il fait plusieurs apparitions publiques en compagnie du général Henry Wilson, commandant des forces alliées en Méditerranée. L'acteur s'envole ensuite secrètement pour Le Caire, où il reste caché jusqu'aux débuts de l'invasion en Normandie, avant de retourner à son travail après une absence de cinq semaines.
Certaines sources erronées nomment cette opération opération Hambone.

## Adaptations
Cette opération a fait l'objet d'un livre et d'un film, I Was Monty’s Double. Dans ce film, Clifton James tient son propre rôle et aussi celui de Montgomery.
La bande dessinée Opération Copperhead de Jean Harambat publiée chez Dargaud revient sur cet épisode de la Seconde Guerre mondiale. L'ouvrage obtient le prix René-Goscinny du meilleur scénario au Festival d'Angoulême 2018.